# Моренсі (Мічиган)
Моренсі (англ. Morenci) — місто (англ. city) в США, в окрузі Ленаві штату Мічиган. Населення — 2270 осіб (2020).

## Географія
Моренсі розташоване за координатами 41°43′22″ пн. ш. 84°13′1″ зх. д. / 41.72278° пн. ш. 84.21694° зх. д. (41.722696, -84.216834).  За даними Бюро перепису населення США в 2010 році місто мало площу 5,49 км², уся площа — суходіл.

## Демографія
Згідно з переписом 2010 року, у місті мешкало 2220 осіб у 821 домогосподарстві у складі 582 родин. Густота населення становила 404 особи/км².  Було 951 помешкання (173/км²).
Расовий склад населення:
| - 96,2 % — білих - 1,0 % — чорних або афроамериканців - 0,3 % — корінних американців - 0,3 % — азіатів - 0,1 % — вихідців з тихоокеанських островів |

До двох чи більше рас належало 1,4 %. Частка іспаномовних становила 4,5 % від усіх жителів.
За віковим діапазоном населення розподілялося таким чином: 28,7 % — особи молодші 18 років, 57,9 % — особи у віці 18—64 років, 13,4 % — особи у віці 65 років та старші. Медіана віку мешканця становила 34,1 року. На 100 осіб жіночої статі у місті припадало 92,5 чоловіків;  на 100 жінок у віці від 18 років та старших — 89,1 чоловіків також старших 18 років.
Середній дохід на одне домашнє господарство  становив 47 194 долари США (медіана — 39 744), а середній дохід на одну сім'ю — 52 234 долари (медіана — 43 393). Медіана доходів становила 34 886 доларів для чоловіків та 26 071 долар для жінок. За межею бідності перебувало 27,6 % осіб, у тому числі 49,0 % дітей у віці до 18 років та 5,7 % осіб у віці 65 років та старших.
Цивільне працевлаштоване населення становило 967 осіб. Основні галузі зайнятості: виробництво — 34,5 %, освіта, охорона здоров'я та соціальна допомога — 21,6 %, роздрібна торгівля — 13,4 %, будівництво — 6,9 %.